# Велика Рачна
Велика Рачна (словен. Velika Račna) је насељено место у општини Гросупље, Средњесловенска регија, Словенија.

## Историја
До територијалне реорганизације у Словенији била је у саставу старе општине Гросупље.

## Становништво
У попису становништва из 2011. године, Велика Рачна је имала 242 становника.
| Број становника према пописима | Број становника према пописима | Број становника према пописима |
| ------------------------------ | ------------------------------ | ------------------------------ |
| 1991                           | 2002                           | 2011                           |
| 188                            | 211                            | 242                            |

Напомена: Године 2011. извршена је мања размена територије између насеља Мала Рачна и Велика Рачна.

## Галерија
- капела
- капелица
- капелица
- црквено звоно
- парохијска канцеларија
- ватрогасна станица
- пумпа